# As-Saffat
As-Saffat (I Ranghi Schierati) è la trentasettesima Sura del Corano, una sura meccana composta da 182 versetti. Il nome della sura deriva dal primo versetto, che fa riferimento agli angeli schierati in fila. La sura tratta temi fondamentali come il monoteismo, la risurrezione, la missione dei profeti e le conseguenze dell'incredulità e della fede.

## Contenuto

### Introduzione e la Gloria di Allah
Versetti 1-10: La sura inizia con un giuramento sugli angeli schierati in ranghi, che cantano le lodi di Allah e allontanano i demoni. Si afferma la supremazia di Allah e si sottolinea la Sua protezione contro le interferenze sataniche.

### La Creazione e il Monoteismo
Versetti 11-21: Viene esortato a riflettere sulla creazione degli esseri umani e dell'universo come prove del potere di Allah. La sura critica l'idolatria e afferma l'assoluto monoteismo, ricordando che nessuna divinità oltre Allah ha potere.

### Storie dei Profeti
Versetti 22-77: Questa sezione narra le storie di diversi profeti, enfatizzando la continuità del messaggio divino. Vengono menzionati Noè (Nuh), Abramo (Ibrahim), Isacco (Is'haq), Mosè (Musa), Aronne (Harun), Elia (Ilyas), Lot (Lut) e Giona (Yunus). Le storie evidenziano la resistenza dei profeti di fronte all'incredulità e la loro fedeltà a Allah.
- Storia di Noè: Noè viene descritto come un profeta che esorta il suo popolo a temere Allah, ma essi lo rifiutano e vengono puniti con il diluvio, mentre Noè e i suoi seguaci vengono salvati.
- Storia di Abramo: Abramo discute con il suo popolo sulla follia dell'idolatria, viene gettato nel fuoco ma Allah lo salva. Viene narrato il sacrificio del figlio di Abramo (tradizionalmente identificato come Ismaele), che viene sostituito da un ariete come prova della sua fede.
- Altri Profeti: Le storie di Mosè, Aronne, Elia, Lot e Giona sono presentate come esempi di guida divina e ammonimento per i credenti.

### Il Giudizio Finale e la Risurrezione
Versetti 78-148: La sura descrive il Giudizio Finale, con i giusti che vengono premiati nei giardini del Paradiso e gli ingiusti che vengono puniti nell'Inferno. Si sottolinea la certezza della risurrezione e la giustizia divina nel premiare o punire secondo le azioni compiute.

### Critica all'Idolatria e Invito alla Riflessione
Versetti 149-182: Viene criticata l'idolatria e l'associazione di partner ad Allah, esortando i credenti a riflettere sui segni della creazione e a riconoscere l'unicità di Allah. La sura conclude con una lode ad Allah, il Signore dei mondi, e un richiamo alla verità del messaggio del Profeta Muhammad.

## Analisi
La Sura As-Saffat è significativa per il suo richiamo potente al monoteismo e per la narrazione delle storie dei profeti, che fungono da esempi di fede e perseveranza di fronte all'incredulità. La critica all'idolatria e l'affermazione dell'unicità di Allah sono temi centrali, accompagnati da un invito alla riflessione sulla creazione e sulla guida divina.
La descrizione del Giudizio Finale e delle conseguenze delle azioni umane serve come monito per i credenti a vivere una vita di fede e obbedienza a Allah. La sura termina con una lode a Allah, ribadendo la verità del messaggio profetico e la necessità di riconoscere la sovranità divina.
In sintesi, la Sura As-Saffat offre una visione completa della fede islamica, con enfasi sulla monoteismo, la missione profetica, il Giudizio Finale e l'importanza della riflessione e della lode a Allah.